# Robert Zubrin
Robert Zubrin (New York City, 9. travnja 1952.) američki inženjer astronautike, osnivač Mars Societyja i jedan od glavnih zagovornika ljudskog istraživanja Marsa. Idejni je tvorac Mars Directa, prijedloga o misiji na Mars u relativno kratkom razdoblju i uz prihvatljive financijske troškove.